# Robert Hay
Robert Hay (Duns, 6 gennaio 1799 – Amisfield, 4 novembre 1863) è stato un esploratore, antiquario ed egittologo scozzese.

## Biografia
Hay nacque presso il castello di Duns, nel Berwickshire. Nel 1818, mentre prestava servizio nella Royal Navy, visitò Alessandria d'Egitto.
Nel 1824 a Roma conobbe Joseph Bonomi il Giovane, che assunse come artista perché lo accompagnasse in Egitto.
Furono in Egitto dal novembre 1824 fino al 1828 e poi dal 1829 fino al 1834, descrivendo e registrando monumenti e iscrizioni e disegnando molte planimetrie.
I suoi manoscritti sono principalmente conservati presso la British Library e molti dei suoi calchi in gesso sono conservati presso il British Museum.
Nel maggio 1828 Hay visitò Malta, dove si sposò con Kalitza Psaraki, la figlia del magistrato capo di Apodoulou a Creta, dalla quale ebbe due figli.
In precedenza Hay l'aveva riscattata dal mercato degli schiavi di Alessandria.
Dopo la sua morte avvenuta nel 1863 nel Lothian Orientale, in Scozia, la collezione di antichità egizie di Hay fu venduta al British Museum, con alcuni oggetti che furono però acquistati nel 1872 dal Boston Museum of Fine Arts.

## Opere principali
- Illustrations of Cairo, 1840, in folio, con litografie di J. C. Bourne da disegni di O. B. Carter e altri.